# Vieille église de Petäjävesi
Pour les articles homonymes, voir Vieille église.
La vieille église en bois de Petäjävesi est une église luthérienne finlandaise inscrite sur la liste du patrimoine mondial de l'UNESCO en 1994. Située sur la commune de Petäjävesi (centre-ouest de la Finlande), l'église se trouve à 31 kilomètres à l’ouest de Jyväskylä.

## Architecture
Elle fut construite par le maître-charpentier Jaakko Klementinpoika Leppänen entre 1763 et 1765. Sa structure de base suit un plan en croix grecque (donc à branches égales), surmontée par un dôme octogonal. L'ensemble de l’édifice est entièrement fait de pin naturel, seulement un peu de couleur rouge ocre en ses voûtes intérieures, selon une tradition médiévale. Les voûtes sont garnies des initiales gravées des charpentiers ayant participé à sa construction.
En 1821, le petit-fils du maître-charpentier, Erkki Jaakonpoika Leppänen, paracheva l’ouvrage en ajoutant un clocher surplombant un couloir d’accès et une sacristie à l’est. Les fenêtres furent aussi agrandies. L’église et le clocher sont couverts de tuiles triangulaires, également en bois de pin.
À l'intérieur se trouve une chaire remarquable s’appuyant sur une statue ancienne de Saint Christophe. S'y trouvent sculptés les quatre apôtres et de nombreux anges. De l’autre côté du cœur se trouve une estrade où se tenait la chorale, l’église n’ayant jamais disposé d’orgue. Derrière l’autel est pendue une peinture de Carl Frederik Blom, la « Sainte confirmation », ainsi que deux portraits de Moïse et Martin Luther.
Comme de nombreuses églises anciennes scandinaves, elle fut construite à proximité de lacs, permettant ainsi un accès aisé par les voies d’eau et au cours des périodes hivernales.
Une nouvelle église de bois fut construite en 1879. Le clocher et le cimetière de l’ancienne église furent cependant utilisés jusque dans les années 1920. Sous l’impulsion du Bureau national des Antiquités et du Fonds central de l’Église de Finlande, plusieurs restaurations intervinrent dans les années 1980 et 1990. Elles concernaient essentiellement la toiture et la charpente. Le mur sud fut protégé en 1987, et les parties pourries du clocher en 1989 et 1992. Le mur ceinturant l’édifice et le cimetière date de 1997.

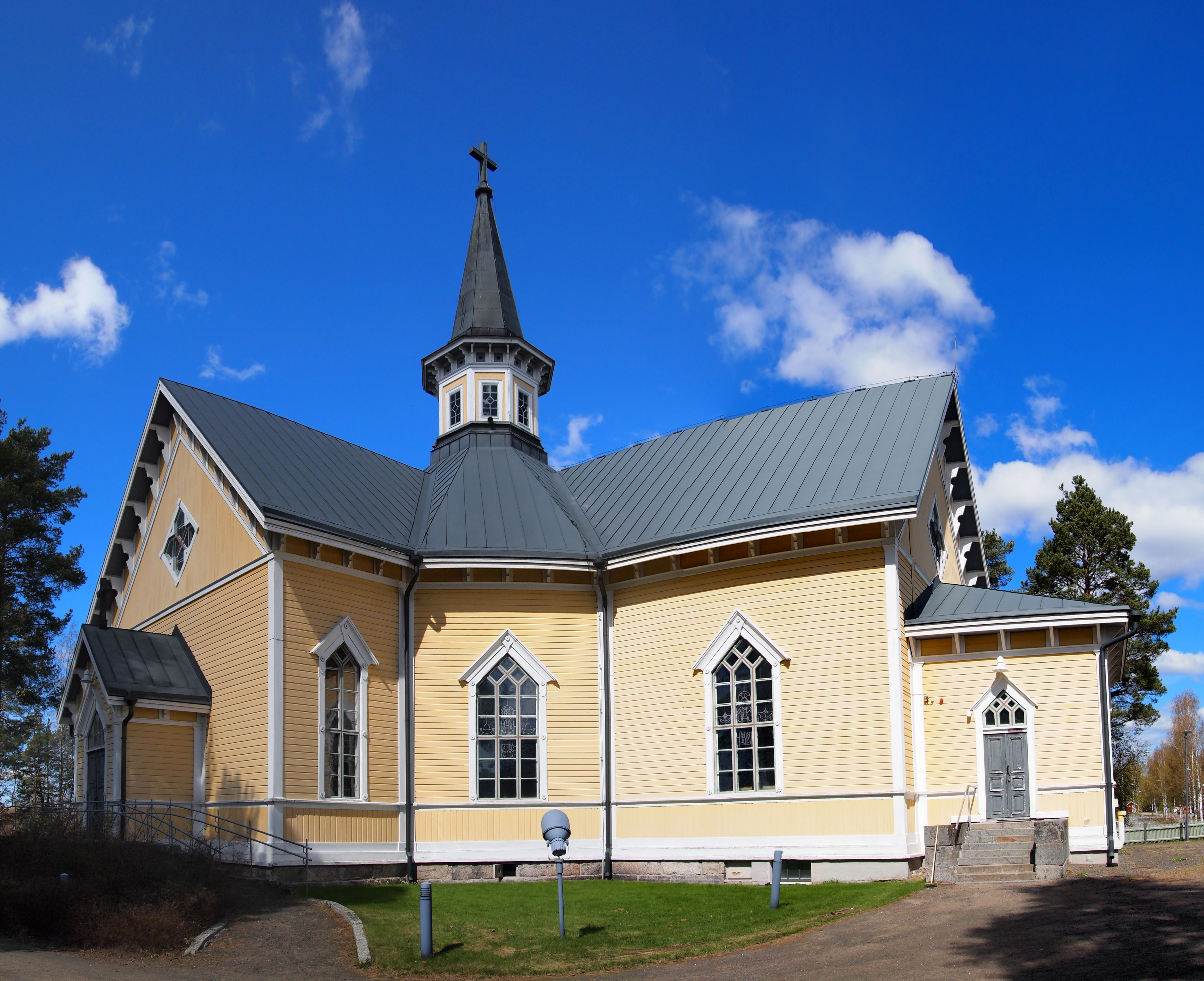
La nouvelle église en bois de Petäjävesi.

L’église reste occasionnellement utilisée pour de grandes cérémonies religieuses dont des baptêmes et des mariages, ainsi que pour des concerts.
En 1997, des volontaires construisirent un bateau d’église tel qu’il en existait auparavant pour acheminer les fidèles aux offices. Il est utilisé comme attraction touristique. Il porte le nom de l’épouse du premier maître charpentier Jaako Klementinpoika Leppänen, « Anna ».

## Galerie

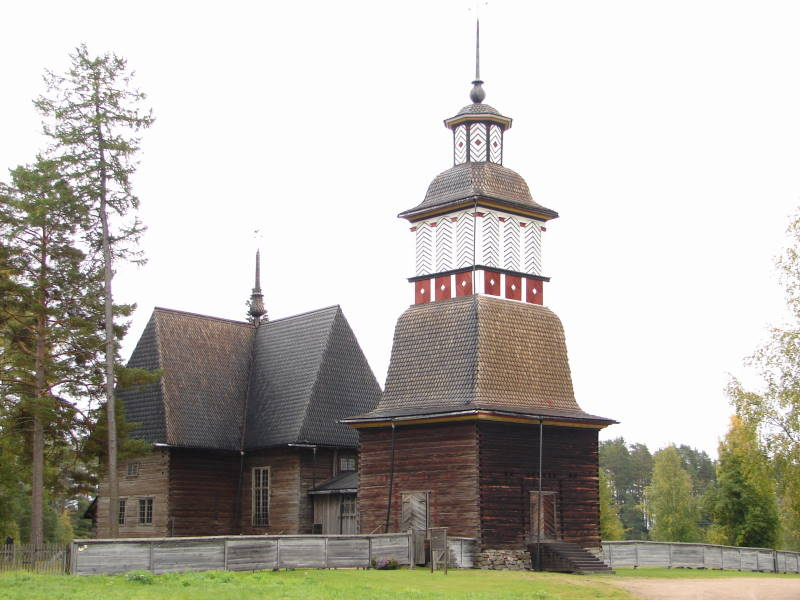
Extérieur de l'église.
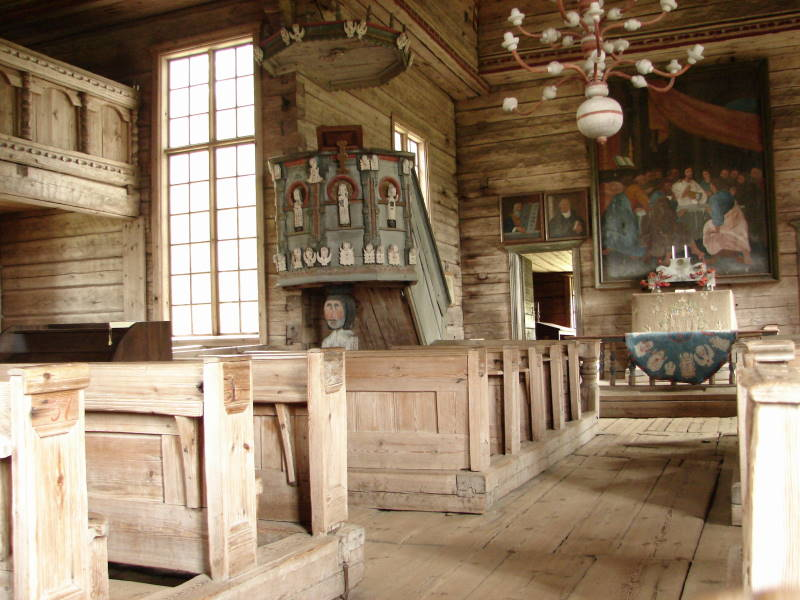
Intérieur de l'église.
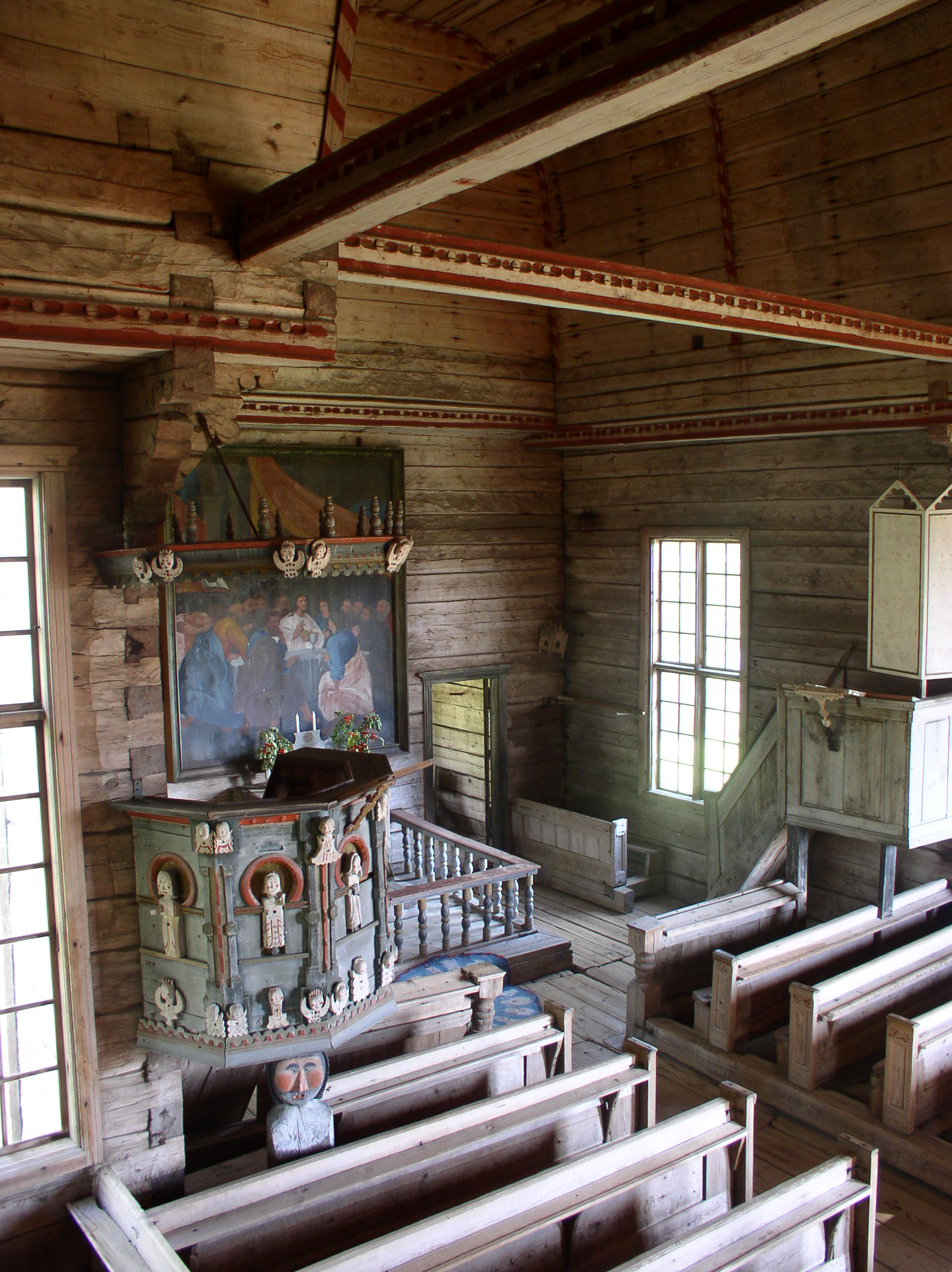
Chaire et sculpture de Saint Christophe.
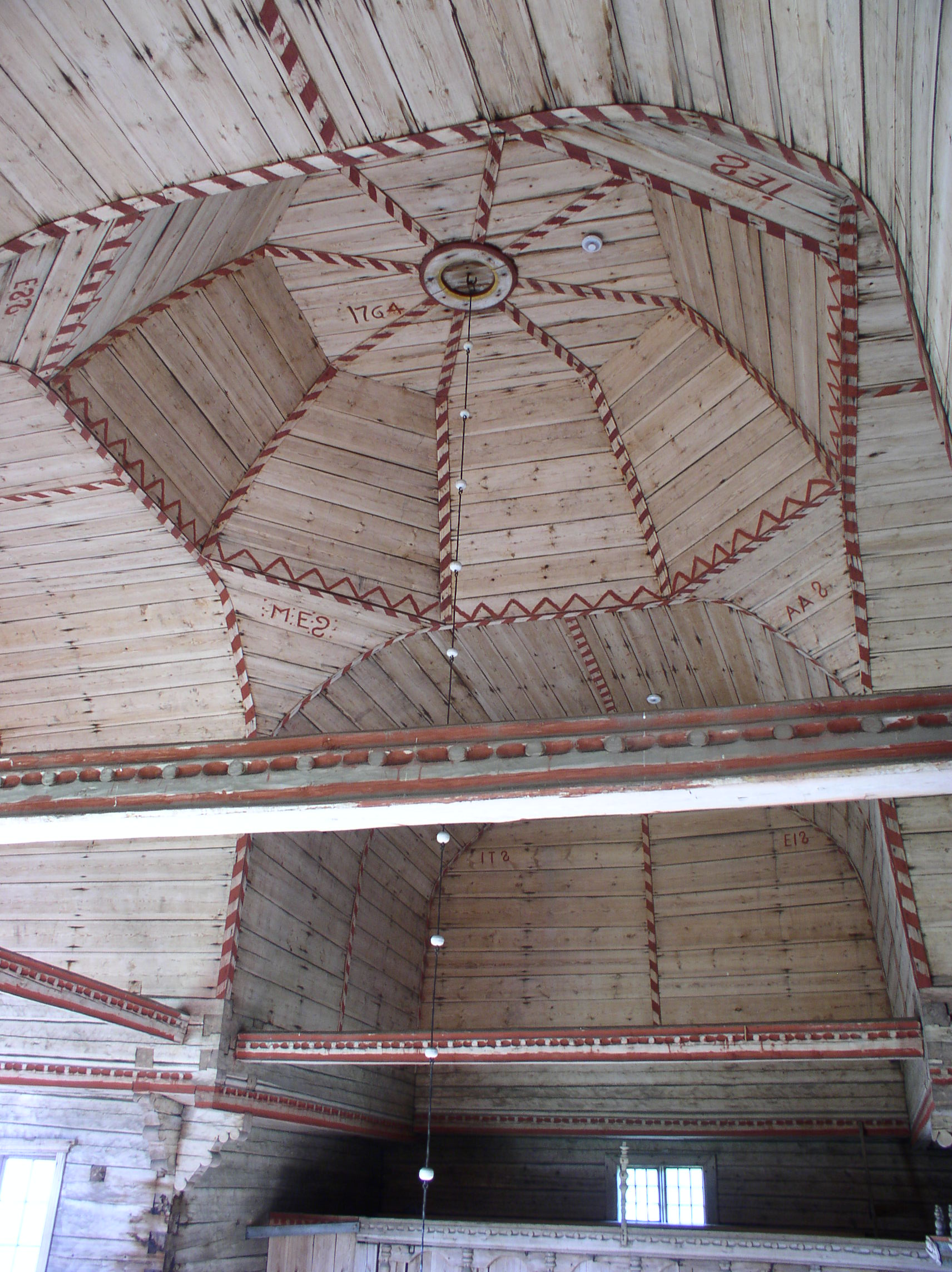
Plafond en pin de l'église.